# Corte di Francia

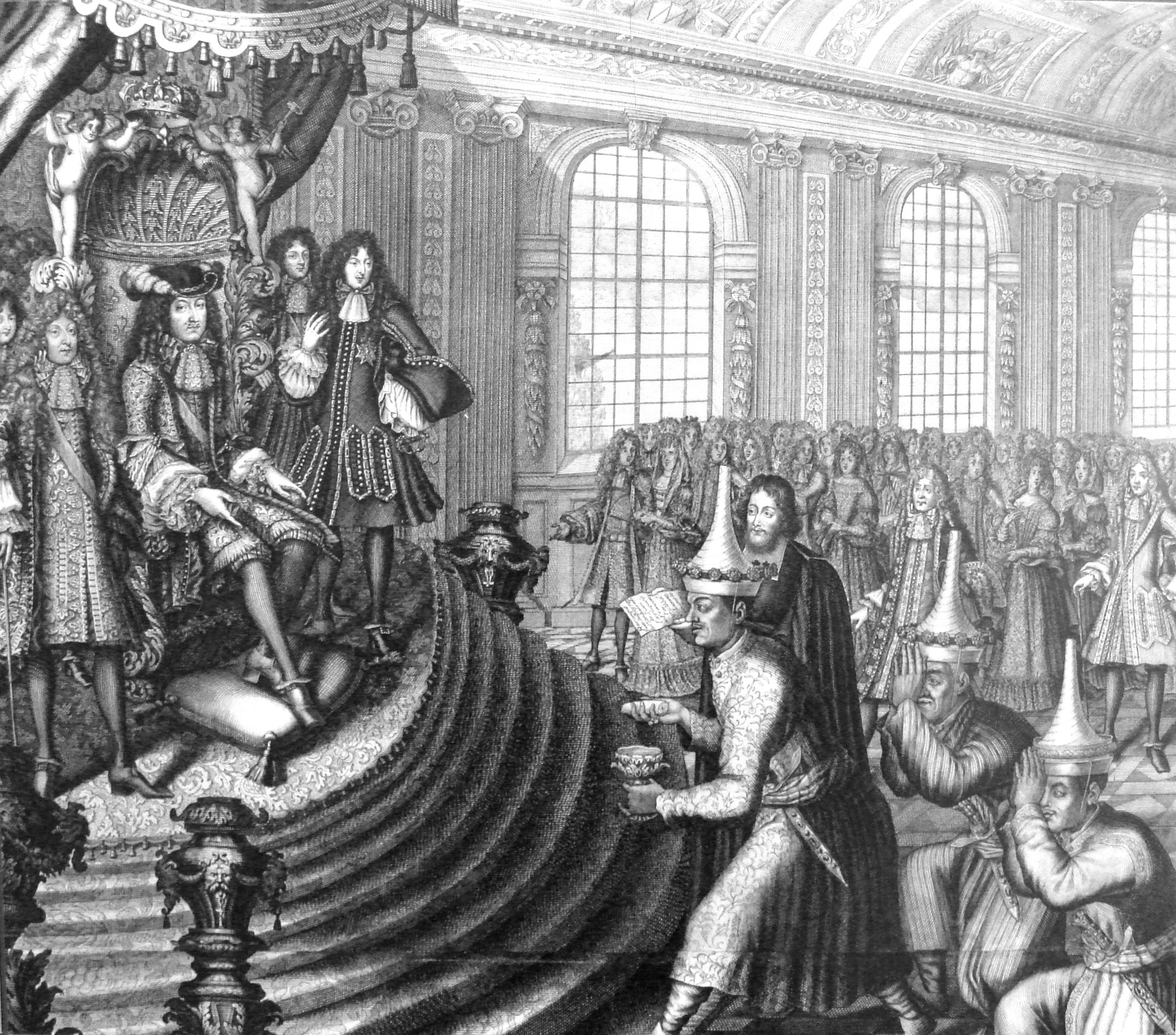
Ambasciata siamese alla corte di Versailles di Luigi XIV, guidata dall'ambasciatore Kosa Pan nel 1686.

La corte di Francia era l'insieme delle persone (chiamate cortigiani) che vivevano nell'entourage diretto del re, o, sotto il Primo e il Secondo Impero, dell'imperatore. Questo mondo curiale era costituito da grandi signori, ma anche da ufficiali reali e ministeriali incaricati dell'amministrazione reale, oltre che da consiglieri. Quando i grandi signori feudali scomparvero, si trasformò in un raduno di cortigiani in cerca di favori reali e pensioni. La corte comprendeva quindi i membri della famiglia reale (o imperiale), i cortigiani e il personale incaricato di servirli.
La corte fu il centro della vita politica in Francia fino alla Rivoluzione, e svolse ancora un ruolo di primo piano nel XIX secolo con le due corti imperiali. Alla fine dell'Ancien Régime, il termine "corte" si riferiva anche al potere regio nel suo insieme.

## Dalle origini al 1870

### La corte sotto i Capetingi
Originariamente chiamata Curia regis, la corte del re di Francia era nel Medioevo un'amministrazione reale alla quale partecipavano i Grandi uffici della Corona di Francia: il connestabile, il siniscalco, il cancelliere, ecc. Questi ultimi venivano scelti tra i signori nei quali il re riponeva la sua fiducia. La giustizia reale, sotto l'autorità del cancelliere, finì per separarsi dalla residenza reale quando i re lasciarono il Palais de la Cité a Parigi. Questa corte medievale era già consistente, poiché il re si circondava di "commensali" durante i suoi pasti.

### La corte sotto i Valois
La corte reale dei Valois, ispirata alla corte di Borgogna di Filippo II il Temerario e allo spirito delle corti italiane, fu la più sontuosa del Rinascimento. Caterina de' Medici chiedeva a suo figlio Enrico III di tenere una corte al Palazzo del Louvre con orari regolari in modo che la nobiltà potesse sapere, in ogni momento, dove si trovasse il re. I primi regolamenti di corte risalgono al 1578 e al 1585 (cerimoniali e creazione di cariche) nel bel mezzo delle guerre di religione, durante le quali i nobili cercavano il favore del re.
Regnando sui paesi più ricchi e potenti d'Europa, questi re, compreso quel Carlo V (comunque grande nemico di Francesco I) che si diceva "più potente di Dio perché Dio, non è obbedito da tutti i suoi sudditi", scoprì presto le meraviglie del Rinascimento in Italia, dove era in guerra dal 1494. Ma a differenza delle famiglie di mercanti che vi esercitano il potere (Medici, Este, Sforza, Borromeo), i Valois univano un ruolo di grandi mecenati a una dignità regale millenaria e la loro corte riuniva i più grandi nomi della nobiltà europea.
Era un'assemblea di principi, duchi, conti, marchesi, sovrani stranieri, artisti, musicisti, studiosi e cardinali che attraversavano la Francia in interminabili processioni di carrozze, carri pieni di gioielli, bauli da cui traboccavano i tessuti e i mobili più ricchi e preziosi, soggiornando a turno in uno dei magnifici castelli sulle rive della Loira, Chambord, Chenonceau o Amboise, e in uno dei sontuosi palazzi dell'Île-de-France, Fontainebleau, Saint Germain o anche il Louvre.
Le donne avevano fama di essere le più belle d'Europa e i sovrani stranieri non erano gli ultimi ad apprezzarle, ricordando che Anna Bolena si formò alla corte di Valois. Perché lì il fascino doveva essere completato da un'educazione perfetta: musica, canto, danza, retorica, dialettica, filosofia, letteratura greca e latina. Da nessun'altra parte donne di alto ceto erano così emancipate nella loro formazione. 
La Corte dei Valois, infatti, amava le donne, ma esse sapevano coniugare cultura e bellezza perché lo standard dell'entourage reale era quello della cultura umanistica. Mentre fuori regnavano ancora l'oscurantismo, la censura, l'intolleranza religiosa e presto i conflitti religiosi, i Valois non avevano nulla a che fare con i diktat di una Chiesa che dominavano, un clero su cui avevano acquisito il controllo e con un'ignoranza che detestavano. La loro corte era il rifugio degli umanisti, il palcoscenico dove le arti e le lettere si mescolavano, più che in ogni corte sovrana d'Europa di allora. Era in gallerie coperte di dipinti, con affreschi manieristi, in saloni con soffitti intagliati in legni rari, circondati da arazzi, in parchi paesaggistici, dove il re si divertiva a ricreare il paradiso perduto e che aveva disseminato di statue di marmo, che rivaleggiavano con quelle dell'antichità, che contribuivano agli splendori di questa corte. 
Tutto era arte e festa, i balli seguivano i banchetti che seguivano le cacce, terminando con concerti, sfilate e carnevali seguiti dalle prime rappresentazioni artistiche su larga scala, ad esempio fu per la regina Caterina il primissimo balletto. Ronsard, du Bellay, Clément Marot, Leonardo da Vinci e tanti altri si distinsero sotto la protezione reale.
Era anche un luogo di riflessione intellettuale e politica intensa, un ambiente favorevole alle scoperte e al progresso, Montaigne e Ambroise Paré stavano sviluppando le loro tesi, Jacques Cartier venne inviato alla scoperta del Canada da Francesco I e Guillaume Budé percorse l'Europa per riunire le opere di tutti i più grandi pensatori. Contro il latino romano si riscoprì il greco e le opere filosofiche e religiose dell'antichità vennero riscoperte e distribuite dalle stamperie reali.
La corte francese era il cuore dell'Europa rinascimentale.
Oltre ai re Francesco I, Enrico II, le regine Caterina, Margherita di Navarra, Margherita di Valois, Maria Stuarda, Margherita d'Austria, Anna Bolena vi abitarono e vi si formarono. Fu anche lì che si incontravano tutti i sovrani d'Europa, desiderosi di seguire le mode che si facevano e si disfavano per importare un po' dello splendore dei Valois nelle loro terre.
Madame de La Fayette lo descrisse nelle prime pagine de La Princesse de Clèves. Se questa era solo un'invenzione letteraria, era anche un'eco dell'immenso fulgore della corte dei Valois.
La présence de la reine autorisait la sienne. Cette princesse était belle, quoiqu'elle eût passé la première jeunesse ; elle aimait la grandeur, la magnificence et les plaisirs. Le roi l'avait épousée lorsqu'il était encore duc d'Orléans, et qu'il avait pour aîné le dauphin, qui mourut à Tournon, prince que sa naissance et ses grandes qualités destinaient à remplir dignement la place du roi François premier, son père. L'humeur ambitieuse de la reine lui faisait trouver une grande douceur à régner ; il semblait qu'elle souffrît sans peine l'attachement du roi pour la duchesse de Valentinois, et elle n'en témoignait aucune jalousie ; mais elle avait une si profonde dissimulation, qu'il était difficile de juger de ses sentiments, et la politique l'obligeait d'approcher cette duchesse de sa personne, afin d'en approcher aussi le roi. Ce prince aimait le commerce des femmes, même de celles dont il n'était pas amoureux : il demeurait tous les jours chez la reine à l'heure du cercle, où tout ce qu'il y avait de plus beau et de mieux fait, de l'un et de l'autre sexe, ne manquait pas de se trouver…»
(La Princesse de Clèves di Madame de La Fayette)

### Il risveglio rinascimentale
Da un lato, il Rinascimento segnò l'arrivo dei cannoni, che per diversi decenni moltiplicarono il numero delle guerre d'assedio perché erano pesanti e poco adatti alla guerra di movimento. Le vecchie fortezze con mura alte ma sottili non servivano più. Vennero quindi reclutati gli ingegneri per disegnare nuovi tipi di fortezze e fortificazioni per le città, con mura più basse ma molto spesse, in grado di resistere alle palle di cannone: fu la rinascita della poliorcetica. Questo sistema di difesa si stava sviluppando alle frontiere, mentre le residenze nobili e reali potevano abbattere le loro mura divenute inutili. Gli architetti potevano quindi includere nei loro progetti elementi di amenità e comfort, e rendere così i castelli un luogo di vita, relax e divertimento.
Francesco I era un re molto attratto dall'arte. Attirò molti artisti in Francia, come Leonardo da Vinci, e fu un grande mecenate delle arti. Questo graduale afflusso di intellettuali popolò gradualmente la corte e portò con sé i nobili delle province. Anche i funzionari pubblici, più numerosi durante il Rinascimento, vennero a popolare la corte. Francesco I approfittò dei palazzi rinascimentali, e abbellì e fece costruire magnifici castelli per ospitare la corte. Nacquero così Chambord, Azay-le-Rideau, Blois, oltre agli abbellimenti apportati ad Amboise, e ad altri castelli.
Francesco I fu uno dei primi re a sviluppare un elemento della corte che rimarrà impresso nelle tradizioni: il concubinato. Si circondava di donne allegre e simpatiche della piccola e media nobiltà, formando così le loro famiglie e la loro gente.
Spostate le zone di conflitto ai confini del regno, e diminuite le liti dei signori per l'aumento dell'importanza politica del re, i nobili riuniti alla corte di Francia si dedicavano a feste popolarissime e a nuovi divertimenti. La corte divenne così un importante centro di vita e prestigio, nonché il simbolo della prosperità e della gloria del regno.

### La corte sotto i Borboni
La corte di Francia era il gruppo di persone che ogni giorno si avvicinava al re, che viveva nel suo entourage o lo accompagna nei suoi viaggi. Dal tempo degli ultimi re della dinastia dei Valois e dei primi Borboni, venne strutturata più fortemente in quattro parti:
- i grandi ufficiali della corona, che dirigevano i servizi dello Stato,
- la casa del re, che comprendeva tutto il personale che serviva il re nelle sue attività quotidiane,
- le case delle regine, degli infanti di Francia, dei principi e delle principesse della famiglia reale,
- gli individui, nobili e non, che erano venuti dal re per rendergli servizi a causa dei loro obblighi o per cercare di ottenere favori.

Tuttavia Enrico IV e Luigi XIII limitarono lo sviluppo della corte, privilegiando la loro vita privata.

#### La corte sotto Luigi XIV
La corte cessò realmente di essere itinerante dal 1682 quando le furono aperte le porte della Reggia di Versailles, i cui lavori furono iniziati da Luigi XIV (gli ampliamenti, i miglioramenti e le manutenzioni fecero sì che i lavori non cessassero mai definitivamente finché il castello era abitato). In precedenza, Luigi XIV aveva già iniziato a stabilire la sua corte nel castello di Saint-Germain-en-Laye. Completò i regolamenti di corte di Enrico III nel 1661 e nel 1664.
Sotto Luigi XIV, si stima che la corte avesse circa diecimila cortigiani per un costo stimato tra il 5 e il 10 % del bilancio statale (molto indietro rispetto ai bilanci di guerra). Era un luogo di potere, intrigo e rappresentazione, dove l'etichetta giocava un ruolo sempre più importante. Istituendo un codice complesso intorno alle sue più piccole azioni e gesti, il re si era messo in scena e aveva popolato di simboli ogni fase della vita quotidiana.
Molti artisti furono invitati a corte, tra cui scrittori e poeti come Molière, La Fontaine, Corneille, Racine, Boileau... che furono chiamati poeti di corte. Anche i musicisti (Lully) erano spesso invitati.
Secondo Norbert Elias (La società di corte e Il processo di civilizzazione), la corte di Versailles era allora il modello delle corti europee. In particolare, avrebbe avuto un ruolo decisivo in quello che Elias chiama "processo di civiltà", vale a dire l'interiorizzazione delle norme morali da parte degli individui e la repressione delle pulsioni aggressive. Infatti, gli usi della corte, il galateo, il divieto del duello, ecc., si sarebbero diffusi attraverso la società attraverso una causa di " curializzazione" di quest'ultima, cioè di generalizzazione dal modello morale della corte a tutta la vita sociale.

#### La corte sotto la Reggenza
Dopo la morte di Luigi XIV e i suoi ultimi anni di regno segnati da morti e rigore morale oltre che religioso, il periodo della Reggenza di Filippo d'Orléans segnò un ritorno alla leggerezza e ai piaceri. La Corte ravvivava le feste e lo spirito spensierato.

#### La corte sotto Luigi XV
Luigi XV tornò a Versailles nel 1723 dove la corte divenne la più importante numericamente. Diede molto spazio alle donne, i cui principali hobby erano l'attività della caccia, le passeggiate e i tavoli da gioco. Tuttavia, abbandonò le "tables Royales" nel 1724 (perdita di commensalità) a favore delle "petits suppers" dagli anni 1735.

#### La corte sotto Luigi XVI
La corte costava cara al re, il cui appannaggio era stato ridotto con l'arrivo di Luigi XVI. Ma le uscite rimasero importanti. La spesa totale della corte nel 1789 superava i 35 milioni di lire, ovvero un quindicesimo di tutte le entrate statali. Pertanto, la corte era molto impopolare e contribuì alla caduta del potere reale sotto la Rivoluzione, tanto più che Luigi XVI, volendo rimuovere oneri inutili, dovette riacquistarli a caro prezzo e dare ulteriori pegni agli ufficiali per i loro costi alimentari.

### La corte delle Tuileries
L'uso della Corte non aveva riacquistato l'ampiezza di quella sotto Luigi XV (soprattutto per ragioni di bilancio), le regole del galateo andarono pertanto disperse e la Contessa de Genlis dovette scrivere, nel 1818, un Dictionnaire critique et raisonné des étiquettes de la Cour ou l’esprit des étiquettes et des usages anciens ad uso della nobiltà.

#### La corte sotto il Secondo Impero

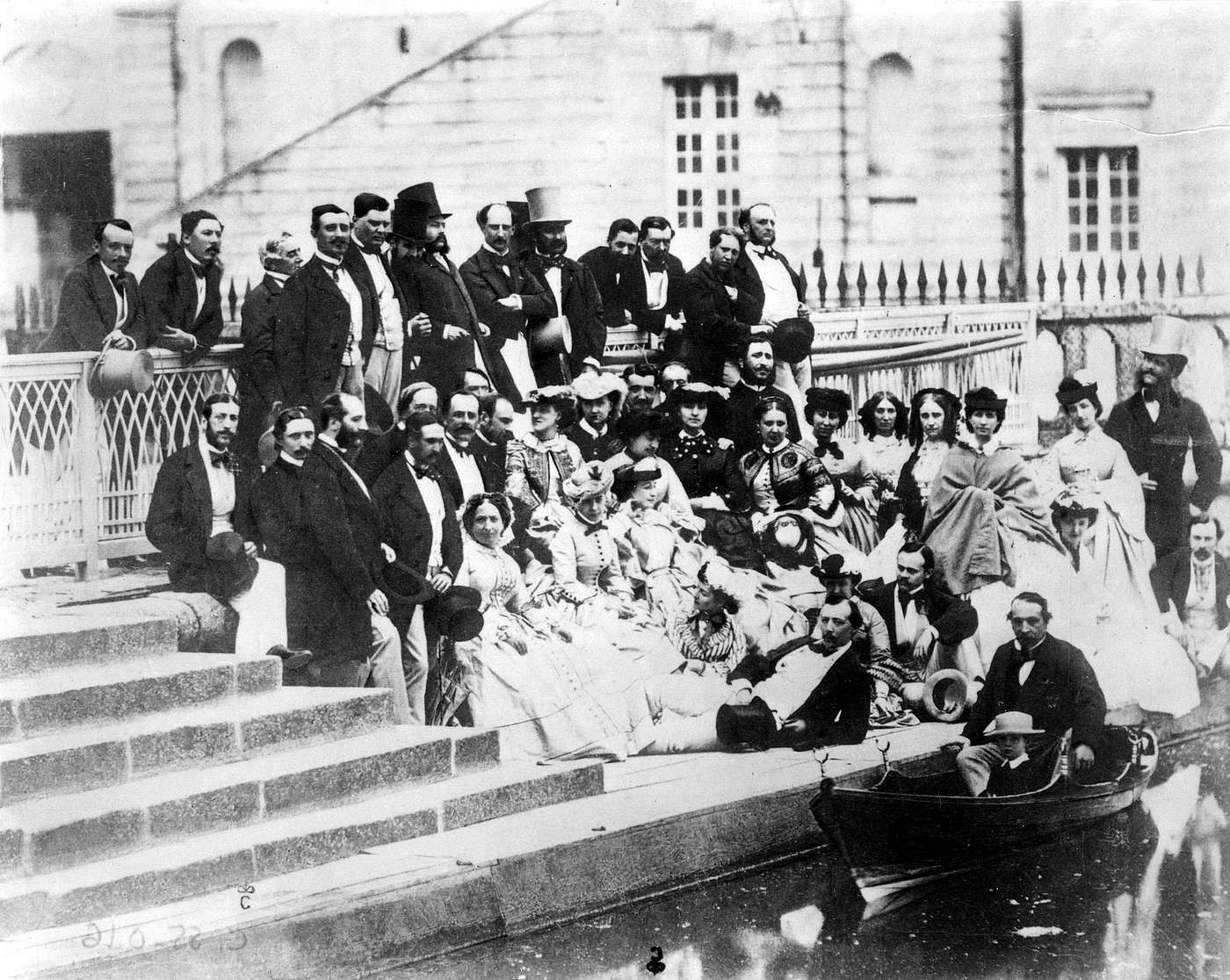
La corte di Fontainebleau intorno al 1860

Durante il Secondo Impero, l'imperatore Napoleone III si circondò di una corte organizzata e gestita dalla moglie, dall'imperatrice Eugenie de Montijo.
Considerata cosmopolita, questa corte era composta dalla famiglia imperiale, dalla Casa dell'Imperatore, dalla Casa Militare, dalla Casa dell'Imperatrice, dalla Casa del Principe Imperiale e da quelle del Principe Napoleone, della Principessa Maria Clotilde e della Principessa Matilde.

### La corte francese in esilio

#### Corte del Conte di Provenza (1791-1814; 1815)
Durante il periodo della rivoluzione, i realisti furono esiliati in tutta Europa.
Quando Napoleone tornò durante i Cento giorni, Luigi XVIII andò in esilio con la sua corte a Gand.

### Sotto l'Ancien Régime
Vedi, Grande ufficio della corona di Francia.

## L'etichetta
Il galateo della corte di Francia fu profondamente modificato a partire dal XVI secolo (i Valois introdussero usi italiani) e soprattutto nell XVII secolo (con il contributo di usi della corte di Spagna).

## Amministrazione quotidiana della corte
I “mercanti e artigiani privilegiati al seguito della corte” (itineranti poi stabili quando la corte si stabilì a Versailles) e i “mercanti e semplici artigiani del re" (siti in luoghi determinati), provvisti di brevetti o di lettere patenti, vennero incaricati di rifornire la corte di generi alimentari (macellaio, droghiere), bevande (limonata, aceto e distillati), vettovaglie (armaiolo, merciaio, fiorista, venditore di tessuti, fascine di legno, libri) e servizi (parrucchiere, stiratore, tappezziere).

## Intrattenimento di corte
La corte francese vide sviluppare successivamente diversi generi musicali attorno al balletto: balletto di corte, commedia-balletto, opera-balletto e atto di balletto.

## Nella letteratura

### I memorialisti di corte
- Pierre de Bourdeille (Rinascimento)
- Françoise de Motteville (reggenza di Anna d'Austria).
- Ezechiele Spanheim (regno di Luigi XIV, 1690).
- Marchese de Dangeau (regno di Luigi XIV).
- Louis de Rouvroy, duca di Saint-Simon (regno di Luigi XIV, Reggenza).
- Contessa de Boigne (Restaurazione).
- Roger de Bussy-Rabutin (regno di Luigi XIV).
- Jeanne Louise Henriette Campan (regno di Luigi XVI, Rivoluzione).

### I romanzi
- La principessa di Clèves (1678), di Mme de La Fayette (corte di Enrico II).
- La Reine Margot (1845) di Alexandre Dumas (corte di Carlo IX).

## Al cinema
- La Reine Margot (1994), di Patrice Chéreau da Alexandre Dumas (corte di Carlo IX).
- La presa del potere di Luigi XIV (1966), di Roberto Rossellini (corte di Luigi XIV, inizio del regno personale).
- Ridicolo (1996), di Patrice Leconte (corte di Luigi XVI).
- Maria Antonietta (2006) di Sofia Coppola (corte di Luigi XVI).